# Église Saint-Félix de Valcebollère
L'église Saint-Félix de Valcebollère (Sant Feliu de Vallcebollera) est une église d'origine romane située dans le village de Valcebollère, dans les Pyrénées-Orientales, en France.
Largement restaurée en 1867 dans un style roman, seuls quelques pans de murs semblent dater de l'époque de sa construction. Elle est citée pour la première fois en 1219.